# Mathieu Vandenbulcke
Mathieu Vandenbulcke (Ieper, 4 september 1972) is een Belgische ouderenpsychiater en gewoon hoogleraar neurowetenschappen aan de KU Leuven. Hij is sinds 2000 directeur van het Leuven Brain Institute.

## Loopbaan en onderzoek
Mathieu Vandenbulcke promoveerde tot arts in 1997 aan de KU Leuven en later tot arts-specialist in de psychiatrie in 2004. Hij behaalde zijn doctoraat (titel: Functional specialisation within the language network: effects of cortical dysfunction) aan het laboratorium voor cognitieve neurologie van de KU Leuven, waarmee hij de ASL-Onderzoeksprijs Biomedische Wetenschappen won in 2008.  Mathieu Vandenbulcke is diensthoofd van de dienst Ouderenpsychiatrie van de Universitaire Ziekenhuizen KU Leuven.
Zijn interdisciplinair onderzoek richt zich op laat ontstane psychiatrische stoornissen en dementie. Hij onderzoekt de relatie tussen veranderingen in de hersenen en het gedrag en publiceert in het domein van de gedragsneurowetenschappen. Hij is auteur en hoofdredacteur van het boek Dementia & Society, An Interdisciplinary Approach (Cambridge University Press, 2022), gericht op levenskwaliteit, zingeving en persoonsgerichte zorg bij dementie. Vandenbulcke richtte in 2017 het Sequoia Fonds op voor onderzoek naar veroudering en geestelijke gezondheid.

## Maatschappelijk engagement
Vandenbulcke ijvert voor meer aandacht voor geestelijke gezondheidsproblemen bij ouderen en is hierover regelmatig te gast in de media. Hij is auteur van het boek Rimpelingen in het hoofd van ouderen. Over psychische problemen, het brein en het leven (2022, LannooCampus, Eervolle Vermelding ASL-Prijs voor Wetenschapsreflectie en -communicatie Humane wetenschappen in 2023). In 2024 schreef hij samen met Erik Schokkaert en Veerle Achten Samen leven met dementie. Omgaan met een ziekte die iedereen treft (LannooCampus). Hij bracht psychiatrische stoornissen bij ouderen onder de aandacht bij het brede publiek door zijn deelname als ouderenpsychiater aan het vierde seizoen van Topdokters (Woestijnvis).
Vandenbulcke is betrokken bij meerdere initiatieven die als doel hebben om het leven van personen met dementie te verbeteren.  Hiertoe behoren onder meer het Ventiel (een West-Vlaamse buddy-organisatie voor personen met jongdementie) en de Zorgcirkels Jongdementie in Leuven. Hij organiseerde samen met Jurn Verschraegen en Rick de Leeuw in 2015 en 2019 expedities in het Himalaya-gebergte en de Italiaanse Alpen voor personen met jongdementie, waarover twee boeken verschenen: De beklimming van de berg Alzheimer en Met Alzheimer naar de Alpen (EPO, 2017 en 2020).
In 2024 ontving Vandenbulcke de Maslow-Prijs van de Academie voor Integratieve en Humanistische Psychologie en Psychotherapie, als officiële blijk van erkentelijkheid voor wie zich binnen de sector van de geestelijke gezondheidszorg, psychiatrie en psychotherapie in Vlaanderen het meest verdienstelijk heeft gemaakt.

## Boeken
- Samen leven met dementie. Omgaan met een ziekte die iedereen treft. Mathieu Vandenbulcke, Erik Schokkaert & Veerle Achten;  Leuven: LannooCampus; 2024.
- Rimpelingen in het hoofd van ouderen. Over psychische problemen, het brein en het leven. Mathieu Vandenbulcke; Leuven: LannooCampus; 2022.
- Dementia & Society, An Interdisciplinary Approach. Mathieu Vandenbulcke, Rose-Marie Droës & Erik Schokkaert (red.); Cambridge University Press; 2022.
- Met Alzheimer naar de Alpen. Jurn Verschraegen, Mathieu Vandenbulcke & Rick de Leeuw; EPO; 2020.
- Handboek ouderenpsychiatrie. Richard Oude Voshaar, Roos van der Mast, Max Stek, Frans Verhey & Mathieu Vandenbulcke (red.); de Tijdstroom; 2018.
- De beklimming van de berg Alzheimer. Jurn Verschraegen, Mathieu Vandenbulcke & Rick de Leeuw; EPO; 2017.
- Functional specialisation within the language network: effects of cortical dysfunction. Mathieu Vandenbulcke; uitgeverij Peeters; 2007.